# Arno Schreiber (Beamter)
Arno Schreiber (* 30. Januar 1938 in Oldenburg) ist ehemaliger Oberstadtdirektor von Wilhelmshaven und Professor für Volkswirtschaftslehre und Politikwissenschaft.

## Leben
Arno Schreiber wuchs in Oldenburg auf und legte 1959 am dortigen Herbartgymnasium das Abitur ab. 1959 bis 1960 absolvierte er seinen Wehrdienst als Panzergrenadier bei der Bundeswehr. An den Universitäten Köln, Wien, Münster und Göttingen studierte er von 1960 bis 1965 Rechts-, Wirtschafts- und Sozialwissenschaften. 1965 legte er in Göttingen die Diplomprüfung als Volkswirt ab. Von 1966 bis 1968 absolvierte er ein Referendariat beim Senat der Freien und Hansestadt Hamburg, das er 1969 mit der Großen Staatsprüfung abschloss. Danach arbeitete er bis 1973 als Regierungsrat und Referent in Hamburger Landesbehörden. Seit 1972 ist er SPD-Mitglied.  Von 1973 bis 1975 war er Stadtdirektor von Norderney, von 1976 bis 1984 Stadtdirektor von Cuxhaven. Von 1985 bis 2002 war er Oberstadtdirektor von Wilhelmshaven. Seit 1988 lehrt Arno Schreiber in den Fachgebieten Volkswirtschaftslehre und Politikwissenschaft am Institut für Sozialwissenschaften der Universität Oldenburg, seit 2010 als Honorarprofessor.

## Wirken
In Wilhelmshaven gehörte die Neuausrichtung der Kommunalentwicklung zu seinen vorrangigen Zielen. Wilhelmshavens Monostruktur hatte zu einer hohen Arbeitslosigkeit von bis zu 20 Prozent und ökonomischem Niedergang geführt. Zu seinen Leistungen gehört die Ansiedlung des Deutschen Windenergieinstitutes (DEWI), der Nationalparkverwaltung Niedersächsisches Wattenmeer, des Internationalen Wattenmeersekretariates, des Forschungszentrums TERRAMAR, des Jade-Windenergieparks, des Wattenmeerhauses, des OCEANIS und die Gründung des Deutschen Marinemuseums. Seiner Initiative ist auch die Stiftung und Verleihung des Meerforschungspreises zu verdanken. Von besonderer Bedeutung waren Konversion und Nutzbarmachung ehemaliger Marine-, Werft- und Hafenanlagen für Wohnungsbau, Stadtgestaltung und Tourismus. Im Mittelpunkt stand der Große Hafen, der zum Stadtsee umgewandelt wurde. Schwerpunkte wurden im Jahr 2000 die Expo am Meer im Rahmen der Expo 2000 und die Planung des Jade-Weser-Port. Wesentliche Bauinvestitionen dieser Jahre waren u. a. die Innenstadtsanierung, die Südstrandanlagen, das Seewasseraquarium, das Helgolandhaus, die Reha-Klinik, die Wiederherstellung der Burg Kniphausen sowie die Nordseepassage, die zusammen mit dem neuen Bahnhof das städtebauliche Zentrum Wilhelmshavens bildet.

## Privates
Arno Schreiber ist verheiratet und Vater des Journalisten und Buchautors Constantin Schreiber.

## Mitgliedschaften
Arno Schreiber arbeitete in zahlreichen Spitzenorganisationen der kommunalen Selbstverwaltung: im Hauptausschuss des Deutschen Städtetages, als Vorsitzender des Ausschusses für Wirtschaft und Europäischen Binnenmarkt des Deutschen Städtetages, im Präsidium des Niedersächsischen Städtetages, im Vorstand des Verbandes kommunaler Unternehmen (VKU) Landesgruppe Niedersachsen, als Präsident des Kommunalen Arbeitgeberverbandes Niedersachsen und im Präsidium der Vereinigung der Kommunalen Arbeitgeberverbände. Außerdem war er: Vizepräsident der Oldenburgischen Landschaft, Vorsitzender der Verbandsversammlung und des Vorstandes des Niedersächsischen Sparkassenverbandes, Mitglied in den Aufsichtsräten der Norddeutschen Landesbank und der Bremer Landesbank. International arbeitete er als Vorsitzender der deutschen kommunalen Vertreter im Kongress der Gemeinden und Regionen des Europarates in Straßburg (KGRE).

## Ehrungen
- Ehrenvorsitz des Arbeitskreises Tourismus beim Niedersächsischen Städtetag (2002).
- Theodor-Heuss-Medaille des Volksbundes Deutsche Kriegsgräberfürsorge (2002).
- Verleihung der Landschaftsmedaille der Oldenburgischen Landschaft (2004).[15]
- Freiherr vom Stein–Medaille des Deutschen Städtetages (2002).
- Sparkassenmedaille in Gold (2002).
- Verdienstkreuz Erster Klasse des Niedersächsischen Verdienstordens (2002).[16]
- Verleihung der Universitätsmedaille der Universität Oldenburg (2004).[17]
- Bestellung zum Honorarprofessor an der Universität Oldenburg (2010).[18]

## Veröffentlichungen (Auswahl)
- 12 Leitthesen Wirtschaftliche Zukunftsperspektiven der Stadt Wilhelmshaven, Wilhelmshaven 1985.
- Martin Wagner und Rüstringen, in: Mitteilungsblatt der Oldenburgischen Landschaft 4/1986.
- Das mittelfristige Stadtentwicklungskonzept, Wilhelmshaven 1986.
- Wilhelmshaven und Berlin, in: Mitteilungsblatt der Oldenburgischen Landschaft 3/1988.
- Kommunaler Investitionsbedarf wandelt sich – leere Kassen sind nicht das Ende der Politik, in: Der Städtetag 4/1988.
- Mit Kleinstaaterei ist kein Geld zu machen, in: Lokale Dokumentation Wilhelmshavener Zeitung, Wilhelmshaven 1991, S. 77 ff.
- Wilhelmshaven – Volle Kraft voraus, in: Wilhelmshavener Zeitung 25. Februar 1994.
- Wilhelmshaven – Die Zukunft am Meer, in: Mitteilungsblatt der Oldenburgischen Landschaft 3/1997.
- Stadt Leben Zukunft. 16 Jahre Leben in Wilhelmshaven. 1985–2000, Oldenburg 2000, ISBN 3-89598-751-4.
- 25 Jahre Deutsches Marinemuseum, in: Nachrichten des Niedersächsischen Städtetages 6/2023.
- Arbeiten Wohnen Kultur – Wie sieht die Stadt der Zukunft aus? in: Kulturland Oldenburg 1/2025.